# Стусло

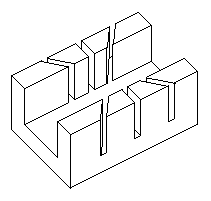
Стусло-лоток

Сту́сло (от нем. Stoßlade) — столярное приспособление в виде лотка для резки досок (также любого другого профильного пиломатериала) под углом, как правило составляющим 45° и 90°. Изготавливается из пластмассы, иногда из дерева или алюминиевых сплавов.
Материал укладывается в лоток стусла (иногда прижимается струбциной) и распиливается через боковые прорези. Для работы со стуслом применяется специальная пила c жёстким высоким полотном и мелким зубом, как правило, без разводки (шлицовка).
Применяется для распиливания плинтусов, багетных планок, досок для дверных косяков, прочего пиломатериала при подготовке соединения «на ус».

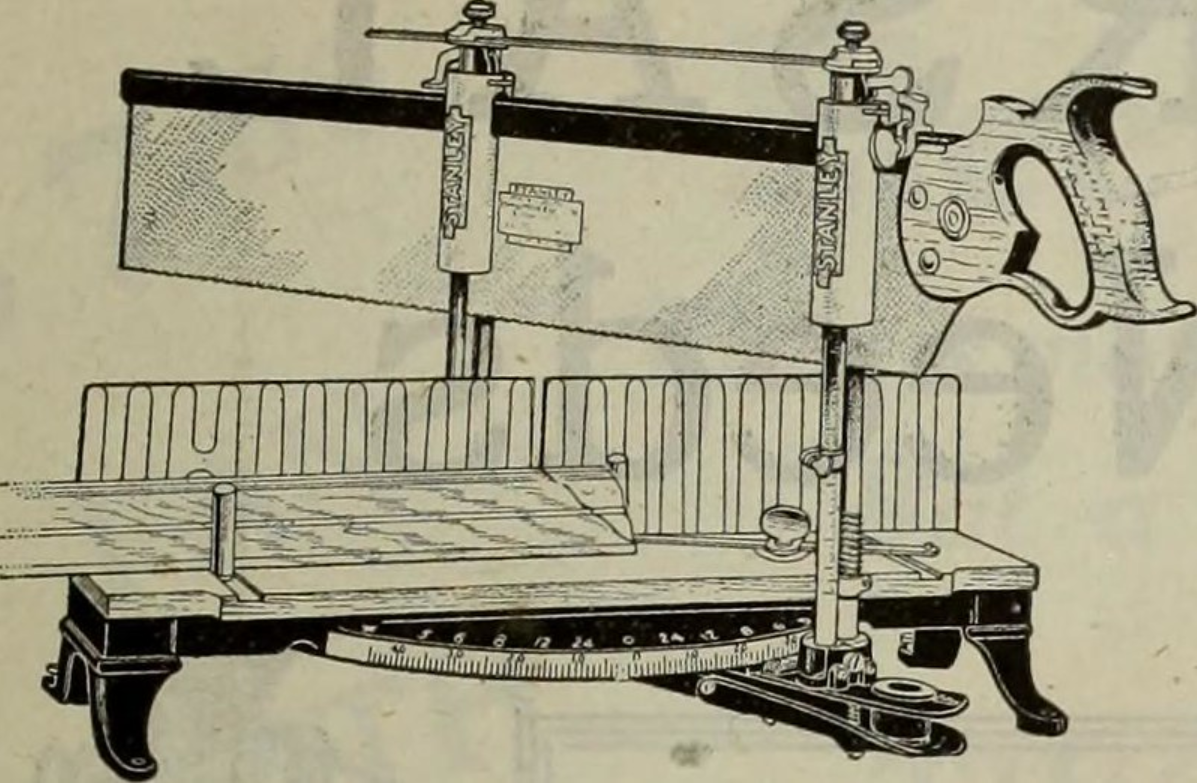
Поворотное стусло (Стенли, 1917)

Металлическое стусло содержит пилу (или направляющие для неё) на поворотной площадке, которую можно зафиксировать под любым углом.